# Marjorie Elizabeth Jane Chandler
Marjorie Elizabeth Jane Chandler (* 18. Mai 1897 in Leamington Spa, Warwickshire; † 1. Oktober 1983 in Swindon, Wiltshire) war eine britische Paläobotanikerin.
Ihr botanisches Autorenkürzel lautet „M.Chandler“.

## Leben
Chandler war die älteste von sechs Kindern eines Juweliers, ging in Leamington Spa zur Schule und studierte mit einem Stipendium ab 1915 am Newnham College der Universität Cambridge, wo sie in den Tripos-Prüfungen in Naturwissenschaften 1919 Bestnoten erhielt. Später erhielt sie auch einen Abschluss als M. A. in Cambridge (1948).
Bekannt ist sie durch ihre Zusammenarbeit mit der Paläobotanikerin Eleanor Mary Reid ab 1920, die zu zwei umfangreichen und klassischen Monographien über die Flora des Tertiär in Großbritannien führte, die 1926 und 1933 erschienen. Sie lebte später bis zu deren Tod mit Eleanor Reid 1953 in Milford-on-Sea zusammen. Ab 1933 setzte sie die Untersuchungen allein fort in andere Horizonte des Eozän und Oligozän in Großbritannien. Finanziert wurde sie dabei durch jährliche Stipendien des Natural History Museum. 1968 beendete sie ihre freie Mitarbeitertätigkeit (die von den Keepern des Museums W. N. Edwards und E. I. White unterstützt wurde). Ein Angebot feste Mitarbeiterin des Museums zu werden schlug sie aus, da sie lieber unabhängig in einem kleinen Dorf in Dorset lebte. Sie untersuchte insbesondere die fossile tertiäre Flora in den Tonen in Südengland (Dorset, Bournemouth).
Sie liegt in Kempsford (Gloucester) begraben.

## Schriften
- mit Mary Eleanor Reid The London Clay Flora. British Museum, 1933.
- mit Mary Eleanor Reid The Bembridge Flora. British Museum, 1926 (Catalogue of caenozoic plants in the Department of Geology, Band 1).
- The lower tertiary floras of southern England. 4 Bände. British Museum, 1961–1964 (mit 350 Seiten Supplement zur London Clay Flora).